# Morfometria
La morfometria és un camp d'investigació relacionat amb l'estudi de la variació i el canvi en la mida i forma d'organismes o objectes. Hi ha molts mètodes per a extreure dades de les formes, cadascuna amb els seus avantatges i desavantatges.

## Formes

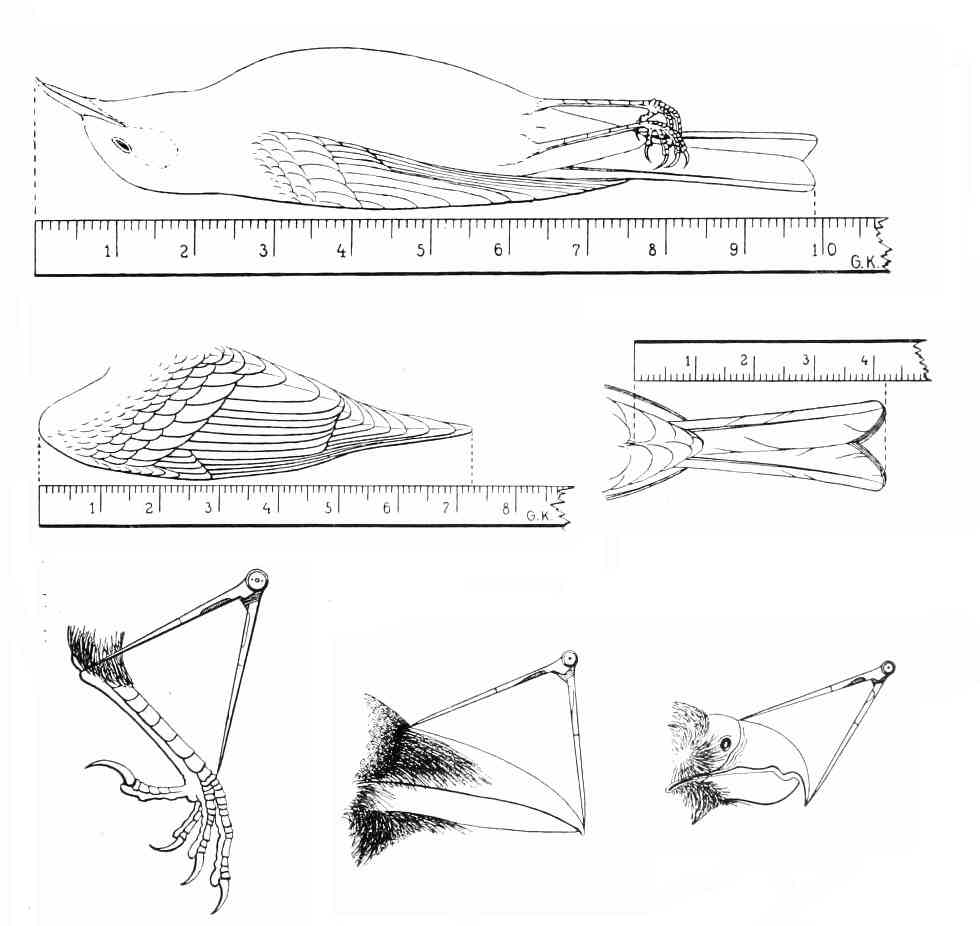
Mesures estandard d'un ocell

En general, es poden distingir tres enfocaments: morfometria tradicional, morfometria basada en punts de referència i morfometria basada en el contorn.

### Morfometria tradicional
La morfometria tradicional analitza longituds, amplades, masses, angles, relacions i àrees. En general, les dades morfomètriques tradicionals són mesures de mida. L'inconvenient d'utilitzar moltes mesures de mida és que la majoria estarà altament correlacionada; en conseqüència, hi ha poques variables independents malgrat les moltes mesures. Per exemple, la longitud de la tíbia varia amb la longitud del fèmur i també amb l'húmer i la longitud de l'úlna i fins i tot amb les mesures del cap. Les dades morfomètriques tradicionals són però útils quan les mides absolutes o relatives són d'interès particular, com per exemple en estudis de creixement. Aquestes dades també són útils quan les mesures de mida són d'importància teòrica com ara la massa i l'àrea de secció transversal de la massa corporal i les extremitats en estudis de morfologia funcional. Tot i això, aquestes mesures tenen una limitació important: contenen poca informació sobre la distribució espacial dels canvis de forma a l'organisme. També són útils per determinar fins a quin punt alguns afectats han afectat un individu. aquests índexs inclouen l'índex hepatosomàtic, l'índex gonadosomàtic i també els condicionants (shakumbila, 2014).

### Morfometria geomètrica basada en fites
En les morfometries geomètriques basades en fites, la informació espacial que manca de la morfometria tradicional es conté a les dades, perquè les dades són coordenades de les fites: punts loci anatòmics discrets que probablement són homòlegs en tots els individus en l'anàlisi (és a dir, es poden considerar com " mateix "punt de cadascun dels exemplars de l'estudi). Per exemple, on s'entrecreuen dues sutures específiques és una fita, com també ho són les interseccions entre les venes d'una ala o un full d'insectes, o foramina, petits forats per on passen les venes i els vasos sanguinis. Els estudis basats en fites tradicionalment han analitzat dades en 2D, però amb la creixent disponibilitat de tècniques d'imatge en 3D, les anàlisis 3D són cada cop més factibles fins i tot per a estructures petites com les dents. Trobar fites suficients per proporcionar una descripció completa de la forma pot ser difícil quan es treballa amb fòssils o exemplars fàcilment danyats. Això és degut al fet que totes les fites han d'estar presents en tots els exemplars, tot i que es poden estimar les coordenades de les fites que falten. Les dades de cada individu consisteixen en una configuració de fites.
Hi ha tres categories reconegudes de fites. Les fites de tipus 1 es defineixen localment, és a dir, en termes d'estructures properes a aquest punt; per exemple, una intersecció entre tres sutures, o interseccions entre venes de l'ala d'un insecte es defineixen localment i estan envoltades de teixit per tots els costats. Les fites de tipus 3, en canvi, es defineixen en termes de punts molt allunyats de la fita i sovint es defineixen en termes d'un punt “més allunyat” d'un altre punt. Les fites de tipus 2 són intermedis; aquesta categoria inclou punts com l'estructura de les puntes o els mínims locals i els màxims de curvatura. Es defineixen en termes de funcions locals, però no estan envoltats per tots els costats. A més de les fites, hi ha punts de referència semifites, punts la posició de la qual es troba al llarg d'una corba és arbitrària però que proporcionen informació sobre la curvatura en dos o tres dimensions.

#### Morfometria geomètrica basada en Procrustes
L'anàlisi de formes comença eliminant la informació que no té forma. Per definició, la forma no es modifica per traducció, escalada o rotació. Així, per comparar formes, la informació de les formes no s'elimina de les coordenades de les fites. Hi ha més d'una manera de fer aquestes tres operacions. Un dels mètodes és fixar les coordenades de dos punts a (0,0) i (0,1), que són els dos extrems d'una línia base. En un sol pas, les formes es tradueixen a la mateixa posició (les dues mateixes coordenades es fixen en aquests valors), les formes s'escalpen (fins a la longitud de la unitat de base) i les formes es giren. Un mètode alternatiu i preferit és la superposició de Procrustes. Aquest mètode tradueix el centroid de les formes a (0,0); la coordenada x del centróide és la mitjana de les coordenades x de les fites i la coordenada y del centroid és la mitjana de les coordenades y. Les formes s'escalfen fins a la mida d'un centroid, que és l'arrel quadrada de les distàncies quadrades sumades de cada fita al centre. La configuració es gira per minimitzar la desviació entre aquesta i una referència, normalment la forma mitjana. En el cas de les semi-fites, també s'elimina la variació de la posició al llarg de la corba. Com que l'espai de la forma és corbat, les anàlisis es fan projectant formes sobre un espai tangent per donar forma a l'espai. Dins l'espai tangent, es poden fer servir mètodes estadístics multivariants convencionals com ara l'anàlisi multivariant de la variància i la regressió multivariada per provar hipòtesis estadístiques sobre la forma.
Les anàlisis basades en l'aprovisionament tenen algunes limitacions. Una és que la superposició Procrustes utilitza un criteri de menys quadrats per trobar la rotació òptima; per tant, es variarà una variació localitzada en una única fita. Això s'anomena “efecte Pinotxo”. Un altre és que la superposició pot imposar-se un patró de covariació a les fites. A més, no es pot analitzar cap informació que no pugui ser capturada per fites i puntes de referència seminàtiques, incloses les mesures clàssiques com ara "la màxima amplitud del crani". A més, hi ha crítiques als mètodes basats en Procrustes que motiven un enfocament alternatiu per analitzar dades de fites.

### Diffeomorfometria
La diffeomorfometria se centra en la comparació de formes i formes amb una estructura mètrica basada en difomorfismes, i és central en el camp de l'anatomia computacional. la registració diffeomètrica, introduït als anys 90, ara és un jugador important amb bases de codis existents organitzades al voltant ANTS, DARTEL, DEMONS, LDDMM, StationaryLDDMM són exemples de codis computacionals utilitzats activament per construir correspondències entre sistemes de coordenades basats en característiques escasses i imatges denses. La morfometria basada en Voxel (VBM) és una tecnologia important basada en molts d'aquests principis. Les metodologies basades en fluxos difomorfs s'utilitzen a. Per exemple, les deformacions podrien ser diferentomorfismes de l'espai ambient, donant lloc al marc LDDMM (Big Deformation Diffeomorph Metric Mapping). per a la comparació de formes. Sobre aquestes deformacions es troba la mètrica invariable de l'Anatomia computacional que generalitza la mètrica dels fluxos eulerianos no compressibles, però inclou la norma Sobolev que garanteix la suavitat dels fluxos, Ara s'han definit mètriques associades als controls hamiltonians de fluxos diferentomorfs.